# Rigai nemzetközi repülőtér
A Rigai nemzetközi repülőtér (IATA: RIX, ICAO: EVRA) Lettország egyik nemzetközi repülőtere, amely Riga közelében található. Éves utasforgalma 2 353 064 fő (2021).

## Futópályák
A repülőtér futópályái:
- 18/36 (3200 m, 45 m, aszfalt)

## Forgalom

### Útvonal statisztika
| Helyezés | Város             | Utasszám | Légitársaság                                   | Változás 2017-től |
| -------- | ----------------- | -------- | ---------------------------------------------- | ----------------- |
| 1        | London            | 602,067  | airBaltic, Ryanair, Wizz Air                   | 4.2%              |
| 2        | Moszkva           | 562,702  | Aeroflot, airBaltic, Utair                     | 14.0%             |
| 3        | Helsinki          | 310,469  | airBaltic, Finnair                             | 8.5%              |
| 4        | Oslo              | 294,082  | airBaltic, Norwegian Air Shuttle               | 9.7%              |
| 5        | Stockholm         | 293,704  | airBaltic, Norwegian Air Shuttle, Scandinavian | 18.8%             |
| 6        | Frankfurt am Main | 279,314  | airBaltic, Lufthansa, Ryanair                  | 3.5%              |
| 7        | Berlin            | 272,916  | airBaltic, Ryanair                             | 10.6%             |
| 8        | Tallinn           | 245,516  | airBaltic                                      | 10.9%             |
| 9        | Kijev             | 230,734  | airBaltic, Ukraine International, Wizz Air     | 36.4%             |
| 10       | Koppenhága        | 225,573  | airBaltic, Norwegian Air Shuttle               | 12.8%             |

### Legnagyobb légitársaságok
| Helyezés | Légitársaság                   | %     |
| -------- | ------------------------------ | ----- |
| 1        | airBaltic                      | 54.3% |
| 2        | Ryanair                        | 15.1% |
| 3        | Wizz Air                       | 8.4%  |
| 4        | Norwegian                      | 4.2%  |
| 5        | Aeroflot                       | 3.1%  |
| 6        | Lufthansa                      | 2.6%  |
| 7        | SmartLynx Airlines             | 2.5%  |
| 8        | Ukraine International Airlines | 1.6%  |
| 9        | Finnair                        | 1.6%  |
| 10       | SAS                            | 1.4%  |

## Forgalom
Az utasforgalom az elmúlt években az alábbi módon változott:
| Utasok száma | 385 000 | 310 132 | 497 124 | 574 356 | 1 060 426 | 3 160 945 | 5 106 692 | 5 162 675 | 7 056 089 | 5 380 779 |
|              | 1965    | 1993    | 1996    | 2000    | 2004      | 2007      | 2011      | 2015      | 2018      | 2022      |